# Houtgrond

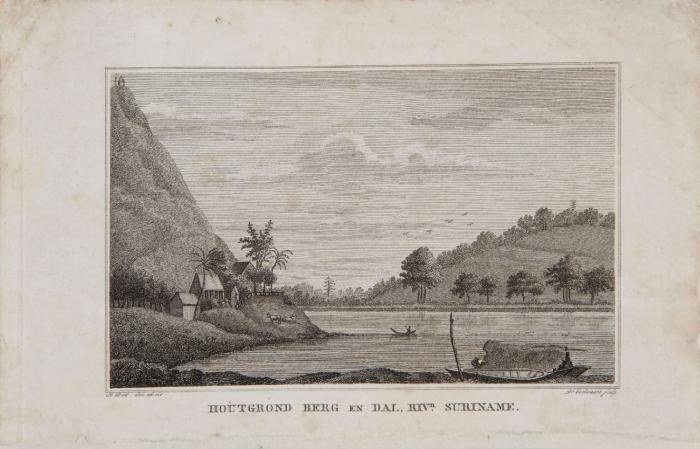
Gravure van de houtgrond Berg en Dal

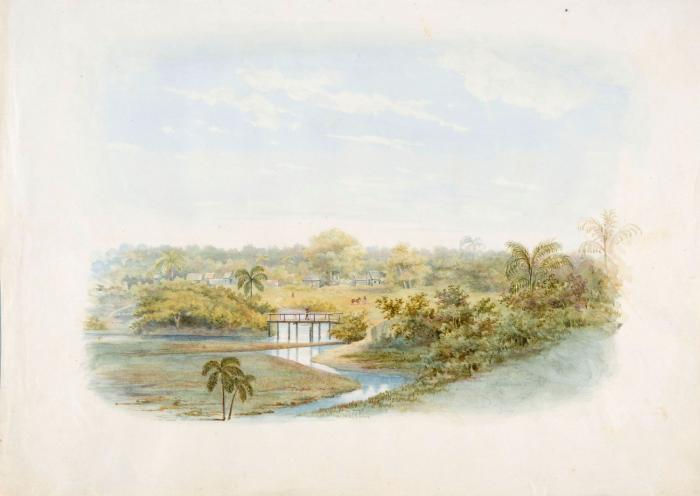
Aquarel van houtgrond Berlijn

Houtgrond (of houtplantage) is de benaming voor plantages in Suriname waar hout gewonnen werd. Het hout van deze gronden werd gebruikt voor het bouwen van huizen, bedrijfsgebouwen of als brandstof. De meeste brandstof was nodig voor het stoken van de suikerovens, maar ook voor het drogen van koffie en cacao. De meeste houtgronden lagen aan de bovenloop van de Surinamerivier omdat de grond daar zelfs te arm was voor de teelt van suikerriet. Een van de bekendste en grootste houtgronden langs de Surinamerivier was Berg en Dal.
Ook langs de verschillende kreken waren houtgronden te vinden. Veel van deze gronden lagen in 1793 langs de Cassawinicakreek, de Marschalskreek, de Parakreek en de Pararackreek. In latere jaren vervielen veel plantages waar in eerdere jaren andere gewassen verbouwd werden tot houtgronden; de bodem was te uitgeput om er nog gewassen te telen en de oorspronkelijke vegetatie kwam weer snel terug. Veel plantage-eigenaren kochten deze houtgronden op als brandstofvoorziening. Dat was makkelijker dan bomen te kappen in het swamp (moeras) of de jungle achter hun eigen plantage.
De slaven op de houtgronden genoten wegens de aard van het bedrijf een zekere mate van vrijheid en hadden daarom groot bezwaar tegen hun overbrenging naar koffieplantages, cacaoplantages of suikerrietplantages. Opstanden en weglopen naar de bossen (marronage) waren niet zelden het gevolg van een voorgenomen verhuizing. Op houtgronden hadden de slaven een dag in de week vrij om op een eigen moestuin of kostgrond te werken. Zij ontvingen van de plantage-eigenaar dan geen levensmiddelen (bananen, rijst of yams) zoals de slaven op andere plantages.